# Partido Comunista do Egito (1958)
O Partido Comunista do Egito (em árabe: al-Hizb al-Shuyo'ie al-Misri) foi um partido político de ideologia comunista fundado em 8 de janeiro de 1958 como resultado da fusão entre o Partido Comunista Egípcio Unido e o Partido Comunista dos Operários e Camponeses.
O PCE viria a autodissolver-se em 1965. Em 1975, antigos militantes do PCE viriam a criar o Partido Comunista Egípcio.

## Histórico
Tradicionalmente dividido em vários partidos rivais, o movimento comunista egípcio teve um processo de unificação no final dos anos 50 (largamente influenciado pelo Partido Comunista Italiano): em 1955 o HADITU-Movimento Democrático para a Libertação Nacional (o principal grupo comunista egípcio) fundiu-se com outras 6 organizações, dando origem ao Partido Comunista Egípcio Unificado, que por sua vez em 1957 se fundiu com o grupo ar-Raya, dando origem ao Partido Comunista Egípcio Unido.
Finalmente, a 8 de janeiro de 1958, o Partido Comunista Egípcio Unido fundiu-se com o Partido Comunista dos Operários e Camponeses, dando origem ao PCE.
No entanto, em breve surgiram conflitos dentro do novo partido, quer devido às rivalidades entre as facções que lhe deram origem (nomeadamente entre os elementos oriundos do HADITU e os dos outros grupos), quer devido a diferentes posições face ao regime nasserista. O golpe de Estado de 1958 no Iraque, que levou o brigadeiro Abdul Karim Kassem ao poder, com o apoio de comunistas e nacionalistas, e afirmando-se como alternativa a Nasser como líder do nacionalismo árabe, precipitou as divisões: os comunistas iraquianos e egípcios tomaram o partido de Kassem e opuseram-se à ideia de o Iraque se integrar na República Árabe Unida; poucos dias após o golpe iraquiano, os membros do politburo do PCE que vinham do HADITU foram expulsos, por pressão do Partido Comunista Iraquiano (que receava que esses elementos não concordassem com a linha pró-Kassem); a maior parte dos militantes oriundos do HADITU apoiaram os seus dirigentes, e no final de 1958 criaram o Partido Comunista do Egito - Movimento Democrático para a Libertação Nacional, na prática uma nova versão do HADITU.
Tanto o PCE como o PCE-HADITU dispuseram-se a apoiar o governo de Nasser, mas em diferentes moldes: o PCE considerava a União Nacional (o partido do regime) como o partido da "burguesia nacional", mas estava disposto a estabelecer uma aliança com ela; já o PCE-HADITU considerava-a uma frente reunindo elementos de várias classes sociais e ideologias, admitindo implicitamente a hipótese de se integrarem mesmo na União Nacional (em vez de apenas estabelecerem uma aliança).
Face à recusa do PCE em se dissolver e dos seus membros se integrarem a título individual na União Nacional, ao apoio dos comunistas a Kassem, e também devido a uma violenta crítica que o Partido Comunista Sírio fez às políticas seguidas pela R.A.U., Nasser lançou uma massiva campanha de perseguição aos comunistas - na noite de 31 de dezembro de 1958 centenas de militantes comunistas são presos, e a repressão e as prisões continuam durante 1959, atingindo tanto o PCE como o PCE-HADITU. Com possivelmente milhares de militantes detidos, a ação dos comunistas egípcios passa a desenvolver-se praticamente apenas dentro das prisões do regime.
A maior parte dos militantes comunistas foi libertada em 1964; nessa altura houve em estreitamente das relações entre o Egito e a URSS, e alguns intelectuais ligados ao PCE adotaram a posição que o regime egípcio estaria a evoluir, ainda que num caminho peculiar, em direção ao socialismo. Esses factores levaram a que em 1965 o PCE (e também o PCE-HADITI) se dissolvesse, vindo vários dos seus membros a se integrar na União Socialista Árabe (a sucessora da União Nacional).